# Sal Restivo
Pour les articles homonymes, voir Restivo.
Sal Restivo est un sociologue américain. Il est professeur de sociologie et de Science Studies au Department of Science and Technology Studies du Rensselaer Polytechnic Institute à Troy, New York, et il enseigne les technologies de l'information au RPI's Information Technology Program.
Ses travaux s'inscrivent d'abord dans la perspective du constructivisme social et de la sociologie des sciences. Il est l'un des initiateurs de la sociologie de la connaissance mathématique (sociology of mathematical knowledge). Ses travaux portent notamment sur l'anthropologie du cerveau et de la conscience, mais aussi de la robotique. Il est l'un des membres fondateurs et ancien président de la « 4S » (Society for Social Studies of Science). Plusieurs de ses contributions ont fait date dans le domaine des Sciences, Technologies et Société.

## Publications
- avec C. K. Vanderpool (éd.), Comparative Studies in Science and Society, C.E. Merrill, Columbus, 1974.
- The Sociological Worldview, B. Blackwell, Oxford, 1991.
- Mathematics in Society and History, Kluwer Academic Publishers, Dordrecht, 1992.
- avec J. P. Van Bendegem et Roland Fischer (éd.), Math Worlds: Philosophical and Social Studies of Mathematics and Mathematics Education, SUNY Press, Albany, 1993.
- Science, Society, and Values: Toward a Sociology of Objectivity, Lehigh University Press, Bethlehem PA, 1994.
- avec Jennifer Croissant (éd.), Degrees of Compromise: Industrial Interests and Academic Values, SUNY Press, Albany, 2001.
- (dir.), Science, Technology, and Society: An Encyclopedia, Oxford University Press, 2005.
- avec W. Bauchspies et J. Croissant, Science, Technology and Society: A Sociological Perspective, Blackwell Publishers, 2005.
- « Politics of Latour », review essay, in Organization and Environment, 8, 1 (March, 2005), 111-115.